# Đoàn Trí Tường
Đoàn Trí Tường (段智祥, ?-1238) là vị hoàng đế trong lịch sử nước Đại Lý từ năm 1205 đến năm 1238. Ông là con của Đoàn Trí Hưng, đệ của Đoàn Trí Liêm. Sau khi mất, ông được tôn thụy là Huệ hoàng đế, miếu hiệu là Thần Tông.